# Željko Mitraković
Željko Mitraković, slovenski nogometaš, * 30. december 1972.
Mitraković je večji del kariere igral v slovenski ligi za klube Koper, HIT Gorica, Primorje, Domžale, Bela krajina, Olimpija, Triglav, Nk Roltek Dob in Kresnice. Skupno je v prvi slovenski ligi odigral 313 prvenstvenih tekem in dosegel 36 golov. Igral je tudi v belgijski, grški in avstrijski ligi. 
Za slovensko reprezentanco je med letoma 1998 in 2004 odigral sedem uradnih tekem.
V sezoni 2014/2015 je sedel na trenersko klop drugoligaša Nk Roltek Dob, katerega je po izjemni sezoni 2013/2014 in osvojitvi naslova prvaka v 2SNL zapustil Damjan Romih.